# Rissoa membranacea
Rissoa membranacea là một loài ốc biển nhỏ, là động vật thân mềm chân bụng sống ở biển trong họ Rissoidae.

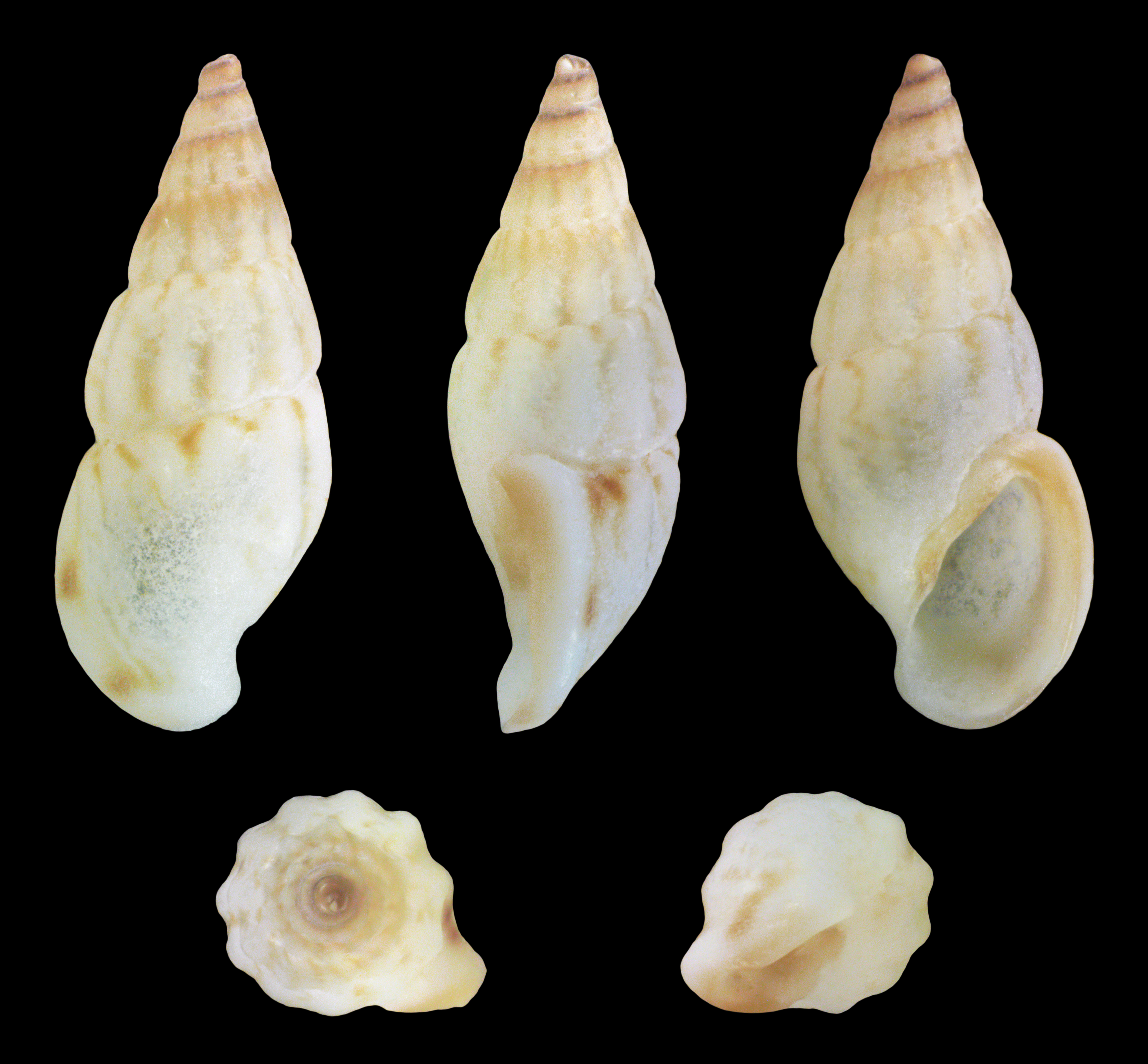
Rissoa membranacea var. labiosa

## Hình ảnh

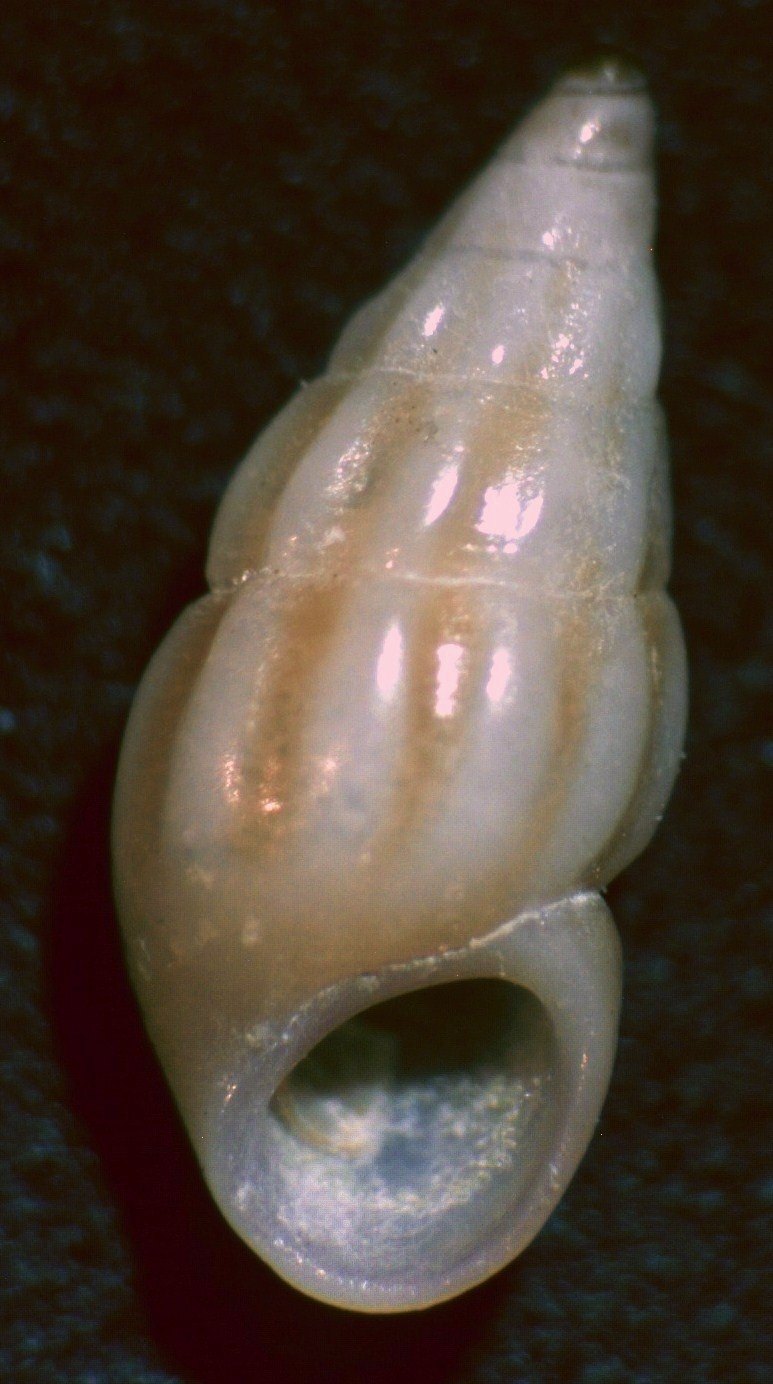
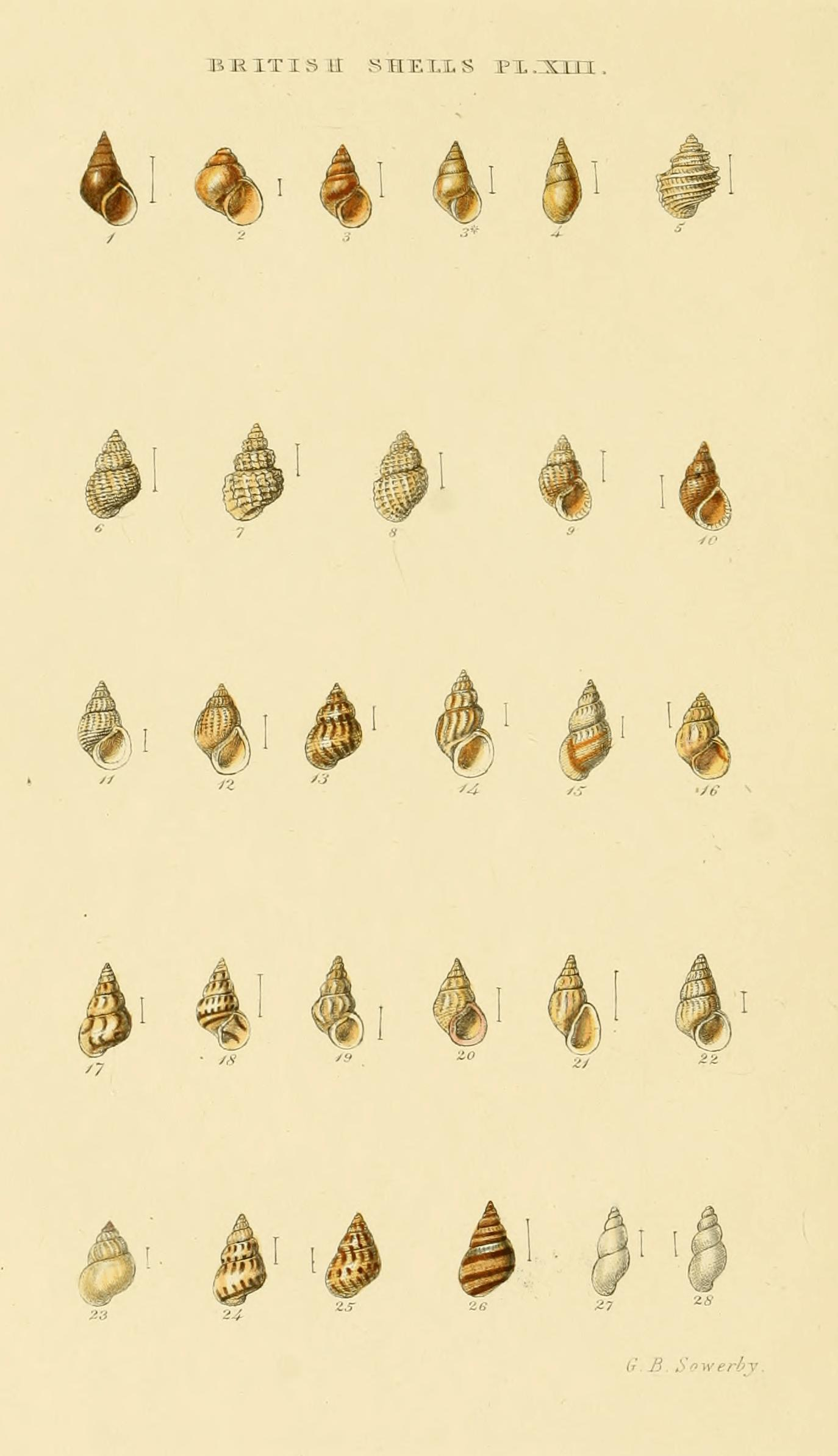
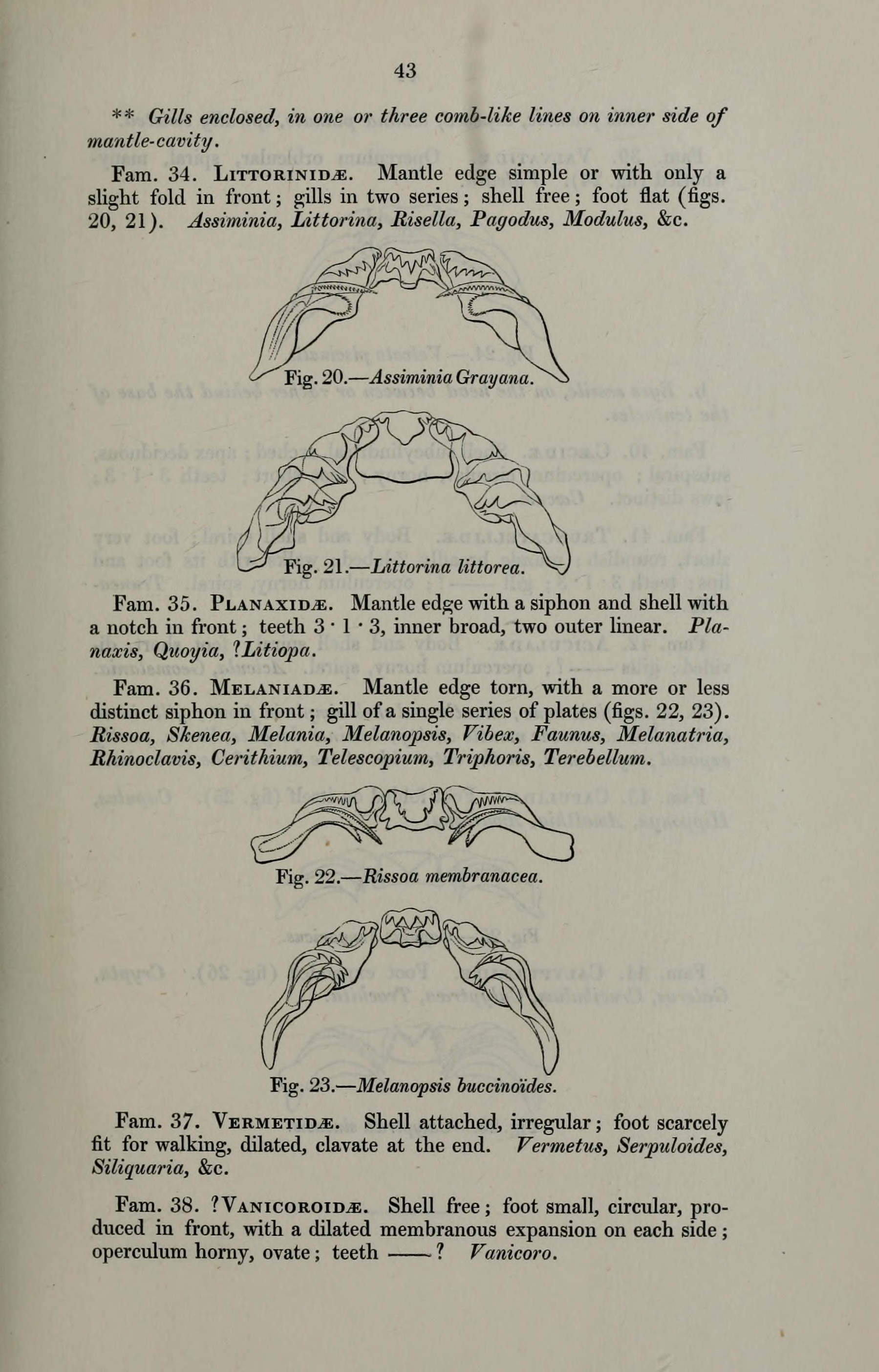
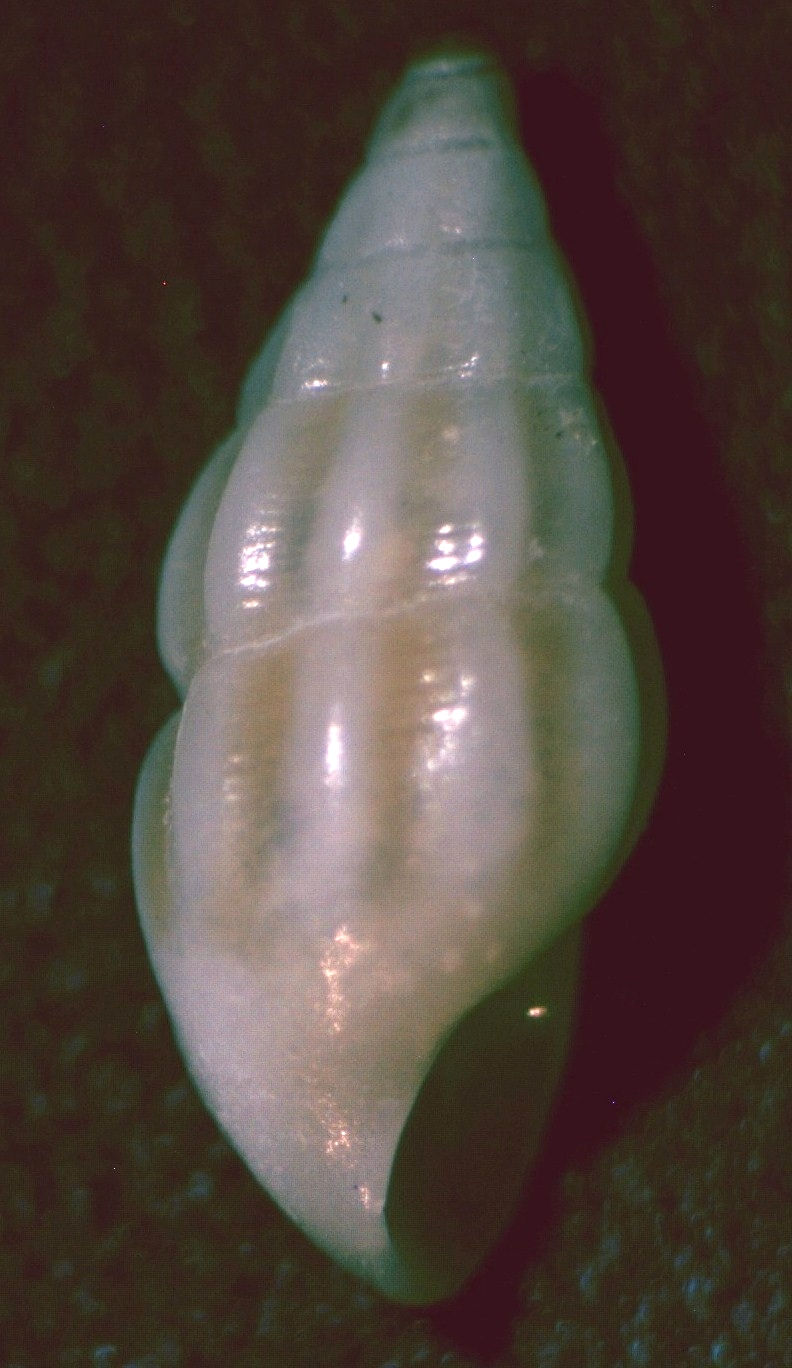